# 三国協力事務局
日中韓三国協力事務局（にっちゅうかんさんこくきょうりょくじむきょく、英: Trilateral Cooperation Secretariat、中: 中日韩三国合作秘书处、朝: 한중일 3국 협력 사무국）は、日中韓三国の恒久の平和、地域の繁栄、共通の文化的価値の促進のために設立された国際機関。日中韓（日本・中国・韓国）によって署名及び批准され協定に基づき、2011年9月1日韓国、ソウル特別市に設立された。運営予算は、各国が3分の1ずつ負担している。

## 概要

### 三国協力の発展
日中韓三国協力の始まりは1999年に行われたASEAN+3での朝食会に遡る。以後、毎年ASEAN+3の延長線上で日中韓首脳会議を開催し、2008年からはASEANの枠組みから独立し、日中韓サミットが開催されるようになった。

### 日中韓三国協力事務局（TCS）の設立
2009年の日中韓サミットにて常設事務局の設立が話し合われ、これを受けて2010年には「日本国政府，中華人民共和国政府及び大韓民国政府の間の三者間協力事務局の設立に関する協定」 が署名され、2011年9月に日中韓三国協力事務局がソウルに設立された。

## 組織構成
日中韓三国協力事務局は、協議理事会及び四つの部署から成り立っている。

### 協議理事会
最高意思決定機関である協議理事会は、事務局長1名と事務次長2名で構成されている。事務局長の任期は2年で、韓国、日本、中国の順に持ち回りで任命される。
| 協議理事会           | 事務局長                   | 事務次長                 | 事務次長                 |
| -------------------- | -------------------------- | ------------------------ | ------------------------ |
| 第1期 2011.9 -2013.8 | 申鳳吉（シン・ボンギル）   | 松川るい                 | 毛寧（マオ・ニン）       |
| 第2期 2013.9-2015.8  | 岩谷滋雄                   | 陳峰（チェン・フォン）   | 李鍾憲（イ・ジョンホン） |
| 第3期 2015.9-2017.8  | 楊厚蘭（ヤン・ホウラン）   | 李鍾憲（イ・ジョンホン） | 梅澤彰馬                 |
| 第4期 2017.9 -2019.8 | 李鍾憲（イ・ジョンホン）   | 山本恭司                 | 韓梅 （ハン・メイ）      |
| 第5期 2019.9 -2021.8 | 道上尚史                   | 曹静（ツァオ・ジン）     | 姜度好（カン・ドホ）     |
| 第6期 2021.9-2023.8  | 欧渤芊（オウ・ボーチエン） | 白範欽（ペク・ポムフム） | 坂田奈津子               |
| 第7期 2023.9-2025.8  | 李熙燮（イ・ヒソプ）       | 図師執二                 | 顔亮（ヤン・リャン）     |

### 部署
協議理事会の下には、政治部、経済部、社会・文化部及び総務部がある。各部署には、三国政府から任命された管理職員と公募によって採用された職員が勤務している。

## 任務
日中韓三国協力事務局の任務は、下記5つである。2010年に署名された「日本国政府，中華人民共和国政府及び大韓民国政府の間の三者間協力事務局の設立に関する協定」に、任務が定められている。
1. 三国政府間協議の枠組みに対する支援
2. 三国協力についての理解促進
3. 三国協力に関する事業の実施
4. 他機関との協力
5. 研究およびデータベース構築

## プロジェクト

### 青少年交流
- 日中韓青少年交流ネットワーク（TYEN）
- 青年大使プログラム (YAP)
- 日中韓ユース・サミット(TYS)
- 日中韓ユーススピーチコンテスト(TYSC)
- CAMPUS Asiaアルムナイネットワーク
- 日中韓子ども童話交流アルムナイ
- 日中韓若手研究者交流プログラム
- 日中韓若手農村指導者交流プログラム
- SNSサポーターズプログラム

### 三国協力を推進する主な事業
- 日中韓三国協力国際フォーラム (IFTC)
- 日中韓企業家フォーラム (TEF)
- 日中韓記者交流プログラム (TJEP)
- 日中韓バーチャルマラソン大会

### 研究・出版物[5]
- 日中韓統計ハブ
- 進化する日中韓協力：現状と今後の展望
- 日中韓共通語彙集 (TCVD)
- 日中韓共通漢字ワークブック（TCVW）
- 年次報告書